# Botun (Podgorica)
Pour les articles homonymes, voir Botun.
Botun (en serbe cyrillique: Ботун) est un village de l'est du Monténégro, dans la municipalité de Podgorica.

## Démographie

### Évolution historique de la population
| 1948 | 1953 | 1961 | 1971 | 1981 | 1991 | 2003 |
| ---- | ---- | ---- | ---- | ---- | ---- | ---- |
| 369  | 423  | 501  | 546  | 559  | 527  | 717  |